# ديف إدواردز
ديف إدواردز (بالإنجليزية: Dave Edwards)‏ (1 يناير 1900 باسكتلندا في المملكة المتحدة - 1 يناير 1946 في المملكة المتحدة) هو لاعب كرة قدم بريطاني (وحمل سابقاً جنسية المملكة المتحدة لبريطانيا العظمى وأيرلندا) في مركز حراسة المرمى. لعب مع نادي دندي ونيو بيدفورد ويلرز وهولي كاربوريتور وبثلهام ستييل ونادي غرينوك مورتون.